# Tomaž Pirih
Tomaž Pirih, slovenski veslač, * 12. junij 1981, Jesenice.
Tomaž je na Poletnih olimpijskih igrah 2008 v Pekingu zastopal Slovenijo v četvercu brez krmarja in z njim osvojil 4. mesto. Slovenijo je zastopal tudi na Poletnih olimpijskih igrah 2004 v Atenah. Čoln je tam zasedel 9. mesto.